# Осада Гибралтара (1467)
Девятая осада Гибралтара была пятнадцатимесячной осадой города Гибралтар, которая длилась с 1466 по 1467 год. Осада проводилась Хуаном Алонсо де Гусманом, 1-м герцогом Медина-Сидония, и привела к захвату города, который принадлежал кастильской короне. В отличие от других осад Гибралтара, которые были результатом столкновений между Кастилией и Гранадой, это была чисто внутренняя борьба между соперничающими кастильскими группировками.

## Исторический фон
В 1462 году Алонсо де Аркос, алькаид (военный губернатор) Тарифы, Родриго Понсе де Леон, сын и наследник графа Аркоса, и Хуан Алонсо де Гусман, герцог Медина-Сидония, напали и получили контроль над городом Гибралтар во время восьмой осады Гибралтара. Гибралтар тогда принадлежал Гранадскому королевству Насридов, и с этим захватом Гибралтар больше не принадлежал мусульманам. По прибытии в Гибралтар силы Алонсо попытались штурмовать город, но солдаты Насридов, расквартированные в гарнизоне, смогли сдержать его войска. В разгар решения того, что делать дальше, Алонсо де Аркос получил сообщение от гарнизона с просьбой разрешить солдатам мирно эвакуировать гарнизон со своим имуществом, сдав его.
Родриго Понсе де Леон, сын второго графа Аркоса, сюзерена Алонсо, прибыл, когда Алонсо уклонялся от прямого ответа на запрос гарнизона. Родриго сделал то же самое, чтобы дождаться прибытия Хуана Алонсо де Гусмана, хотя он думал, что тем временем его войска получат контроль над городскими воротами. Прибыв под стены города, Хуан был расстроен из-за Родриго, так как он хотел быть тем, кто претендует на Гибралтар. Однако Родриго также желал чести сделать это, и после продолжительных споров они решили установить свои флаги одновременно (существовало жесткое соперничество между домами Аркос и Медина-Сидония, двумя из самых влиятельные дворянские семьи в Андалусии в то время). Король Энрике IV Кастильский согласился и принял титул «Король Гибралтара» и передача контроля над городом Хуану Алонсо.
Через несколько лет Бельтран де ла Куэва, будучи фаворитом короля Энрике IV, получил пост губернатора Гибралтара. Вскоре после этого между Энрике IV и его младшим братом Альфонсо началась Война за кастильское наследство, и Бельтран поддержал Энрике. Хуан Алонсо обратился к инфанту Альфонсо, чтобы получить соглашение о том, что, если он встанет на сторону Альфонсо против короля, ему будет предоставлено «господство над Гибралтаром, как городом, так и крепостью». Сделка была согласована, и именно по этой причине Хуан Алонсо стремился вернуть себе Гибралтар в апреле 1466 года и начал девятую осаду Гибралтара.

## Осада
Осада началась, к удивлению Эстебана де Вильякресеса, лейтенанта де Бельтрана де ла Куэва и фактического командира гибралтарского гарнизона, с лобовой атаки в середине дня. Эстебан отправил сообщения Бельтрану и королю Энрике IV с просьбой о помощи для поддержки гарнизона, но они не смогли отвлечь войска или припасы в город. Вместо этого Эстебан начал собирать еду, оружие и солдат у жителей Гибралтара, чтобы помочь противостоять нападению Хуана Алонсо. Однако Хуан Алонсо к тому времени уже прорвал стены города, и Эстебан был вынужден отступить со своими войсками в сильно укрепленный замок, предоставив Хуану Алонсо контроль над городом в целом.
Хотя у Эстебана было достаточно провизии на время и достаточно оружия, чтобы сдерживать прямые нападения, он также полагался на Бельтрана или Энрике IV, который в конечном итоге отправил подкрепление, чтобы город Гибралтар можно было отбить. Однако Хуан Алонсо использовал свои войска и вооружение для постоянных атак на гарнизон, осада которого длилась шестнадцать месяцев. Во время осады Хуан Алонсо получил дополнительные войска и оружие и поручил своему сыну Энрике де Гусману возглавить их для продолжения штурма. Новый запас боеприпасов включал несколько пушек, которые Энрике использовал для прорыва нескольких стен гарнизона. Солдаты Эстебана какое-то время пытались прикрыть дыры, но крупная атака в конце концов вынудила Эстебана и его людей отступить во самое внутреннее помещение замка. Эта область удерживалась на пять месяцев дольше, даже когда запасы еды Эстебана закончились, и мужчины были вынуждены есть небольшое количество съедобных растений, растущих на внутренних стенах и коже их одежды. Но после того, как несколько его людей перешли на сторону Энрике, Эстебан в конце концов сдался в июле 1467 года, и гарнизон был взят в плен.